# Эмотиология
Эмотиоло́гия  — в широком смысле — междисциплинарная отрасль науки, предметом изучения которой является роль эмоций в деятельности человека. В узком смысле эмотиология понимается как лингвистика эмоций — дисциплина, сформированная на стыке психологии и языкознания, и изучающая связь эмоций и языка. Особый интерес к данной научной области возник в XX веке, в частности, в трудах таких лингвистов, как Э. Сепир, Ш. Балли, М. Бреаль, Г. Гийом и др. На сегодняшний день проблемами эмотиологии занимаются такие ученые, как В. И. Шаховский, А. Вежбицкая, В. И. Жельвис, Е. В. Лукашевич, Н. А. Лукьянова, З. Е. Фомина и др.